# Doongalagang
Doongalagang – gewog w dystrykcie Cirang, w Bhutanie. Według danych z 2017 roku liczył 1546 mieszkańców.